# Intel 80287
Intel 80287（简称i287）是Intel 80286系列微處理器的數學輔助處理器。英特爾的型號包括指定頻率範圍從6到12 MHz的頻率。之後是帶有387微架構的i80287XL和i80287XLT，這是一款適用於筆記本電腦以及其他型號的特殊版本。
80287XL實際上是80387SX，具有287引腳排列。它包含一個內部3/2乘法器，因此以2/3 CPU速度運行協處理器的主板可以以與CPU相同的速度運行FPU。其他具有類似387性能的287型號是使用CHMOS III構建的Intel 80C287，以及採用AMD CMOS工藝製造的AMD 80EC287，僅使用全靜態設計。 
80287和80287XL與80386微處理器配合使用，最初是80386的唯一協處理器，直到1987年推出80387.最後，他們能夠使用Cyrix Cx486SLC。然而，對於這兩種芯片而言，80387因其更高的性能和更強的指令集能力而備受青睞。